# Podlog pod Bohorjem
Podlog pod Bohorjem je naselje u slovenskoj Općini Šentjuru. Podlog pod Bohorjem se nalazi u pokrajini Štajerskoj i statističkoj regiji Savinjskoj. 

## Stanovništvo
Prema popisu stanovništva iz 2002. godine naselje je imalo 63 stanovnika.